# 1304 Arosa
1304 Arosa eller 1928 KC är en asteroid i huvudbältet, som upptäcktes 21 maj 1928 av den tyske astronomen Karl Wilhelm Reinmuth i Heidelberg. Den har fått sitt namn efter det schweiziska samhället Arosa.
Asteroiden har en diameter på ungefär 43 kilometer.